# 228

228(이백이십팔)은 227보다 크고 229보다 작은 자연수다.

## 수학
- 합성수로, 그 약수는 총 12개다. (1, 2, 3, 4, 6, 12, 19, 38, 57, 76, 114, 228)
  - 228의 진약수의 합은 332이므로, 228은 과잉수다.
- {\displaystyle 228=29+31+37+41+43+47}
  - 연속하는 소수(素數) 6개의 합으로 나타낼 수 있으며, 이 성질을 지닌 앞의 수는 204, 다음 수는 252이다.
- {\displaystyle 228=7+11+13+17+19+23+29+31+37+41}
  - 연속하는 소수(素數) 10개의 합으로 나타낼 수 있으며, 이 성질을 지닌 앞의 수는 192, 다음 수는 264다.
- {\displaystyle 37^{2}-1}은 228로 나누어떨어진다.

## 과학
- NGC 228: 안드로메다자리 방향에 있는 나선은하.

## 교통

### 철도
- 서울 지하철 2호선 서울대입구역의 역번호.
- 부산 도시철도 2호선 덕포역의 역번호.
- 대구 도시철도 2호선 반고개역의 역번호.

### 도로
- 일본 228번 국도(일본어판): 홋카이도 하코다테시에서 히야마군 에사시정까지 이어지는 일본의 국도.
- 현도 제228호선

## 군사
- U-228(영어판): 제2차 세계 대전에 사용된 나치 독일의 군용 잠수함.

## 문화유산
- 대한민국의 국보 제228호: 천상열차분야지도 각석
- 대한민국의 보물 제228호: 여주 신륵사 보제존자석종
- 대한민국의 사적 제228호: 북한산 진흥왕 순수비지

## 방송
- LG헬로비전의 다빈치러닝 채널 번호.
- KT HCN의 오르페오 채널 번호.

## 기타
- 날짜: 2월 28일
- 연도: 228년, 기원전 228년